# Општинска лига Вршац - Бела Црква
Општинска лига Вршац - Бела Црква је најнижи степен такмичења и чине је клубови са територије општине Вршац и Бела Црква. Број тимова у лиги није исти сваке сезоне, јер зависи од броја клубова који испадају из Јужнобанатске лиге Исток.

## Победници првенстава
| Сезона   | Бр. клубова | Првак                      | Бодови | Другопласирани          | Бодови | Трећепласирани               | Бодови |
| 2008/09. | 6           | ФК Караш, Куштиљ           | 26     | ФК Шевац, Кусић         | 21     | ФК Омладинац, Загајица       | 16     |
| 2009/10. | 7           | ФК Шевац, Кусић            | 25     | ФК Виторул, Стража      | 24     | ФК Победа, Парта             | 20     |
| 2010/11. | 7           | ФК Виноградар, Гудурица    | 29     | ФК Виторул, Стража      | 24     | ФК Војводина, Црвена Црква   | 21     |
| 2011/12. | 6           | ФК Виторул, Стража         | 25     | ФК Партизан, Кајтасово  | 25     | ФК Војводина, Црвена Црква   | 17     |
| 2012/13. | 6           | ФК Партизан, Кајтасово     | 25     | ФК Победа, Парта        | 24     | ФК Омладинац, Загајица       | 13     |
| 2013/14. | 7           | ФК Војводина, Црвена Црква | 25     | ФК Раднички 1927, Вршац | 23     | ФК Виторул, Стража           | 16     |
| 2014/15. | 9           | ФК Караш, Куштиљ           | 43     | ФК Банат, Дупљаја       | 41     | ФК Хајдук Алибунар, Алибунар | 36     |
| 2015/16. | 7           | ФК Раднички 1927, Вршац    | 34     | ФК Виноградар, Гудурица | 25     | ФК Банат, Дупљаја            | 22     |
| 2016/17. | 7           | ФК Виноградар, Гудурица    | 30     | ФК Караш, Куштиљ        | 27     | ФК Виторул, Стража           | 24     |
| 2017/18. | 7           | ФК Караш, Јасеново         | 33     | ФК Виторул, Стража      | 24     | ФК Победа, Парта             | 20     |

## Клубови у сезони 2013/14.
| Р. Бр. | Клуб             | Место        | Општина    |
| ------ | ---------------- | ------------ | ---------- |
| 1.     | ФК Банат         | Дупљаја      | Бела Црква |
| 2.     | ФК Виторул       | Стража       | Вршац      |
| 3.     | ФК Војводина     | Црвена Црква | Бела Црква |
| 4.     | ФК Јединство     | Орешац       | Вршац      |
| 5.     | ФК Омладинац     | Загајица     | Вршац      |
| 6.     | ФК Победа        | Парта        | Вршац      |
| 7.     | ФК Раднички 1927 | Вршац        | Вршац      |